# III. Celesztin pápa
III. Celesztin (Róma, 1106 – Róma, 1198. január 8.) uralkodói néven foglalta el a római katolikus egyház legfőbb hivatalát a történelem 175. pápája. Celesztin nyolcvanöt évesen foglalta el a trónt, azonban korához mérten igen erélyesen lépett fel az egyház védelmében. Pontifikátusának jelentős része a Német-római Birodalom ifjú és energikus császárja, VI. Henrik elleni hadakozásból állt.

## Élete és pályája
1106 körül született Rómában Giacinto Borbone-Orsino néven. Az ősi nemes Orsini-család első tagja volt, aki az egyházi pályán elérte az egyházfői méltóságot. A város egyik legbefolyásosabb családjának sarjaként elsőrangú neveltetésben részesült, majd egyházi pályára lépett. Több évig Pierre Abélard tanítványa volt, majd 1144-ben bíboros-diakónussá szentelték. IV. Adorján pápa idejében került a pápai udvar közelébe, majd Németországba utazott, hogy közvetítsen az egyházfő és Barbarossa Frigyes császár között. Később III. Sándor pontifikátusa alatt is gyakran Frigyes udvarába utazott, hogy tárgyaljon a császár követeivel.1154-ben és 1172-ben Hispánia pápai követe volt.

## Pápaként Henrik ellen

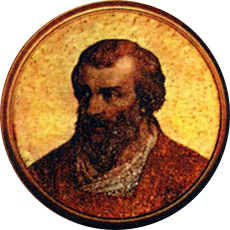
III. Celesztin pápa

Mindannak ellenére, hogy Giacinto nem volt olyan rangban, amely a pápaválasztáskor őt a jelöltek közé emelte volna, 1191. március 30-án a bíborosok kollégiuma őt választotta meg III. Kelemen utódjának. Április 13-án diakónusi rangját a klérus presbiterivé, majd másnap püspökivé szentelte fel. 

Pontifikátusának kezdete igen visszás ceremóniával vette kezdetét, ugyanis felszentelése után egy nappal a Szent Péter-bazilika falai között császárrá koronázta a korábbi egyházfők ellen állást foglaló VI. Henriket és szicíliai feleségét, Konstanciát. A Laterán ettől a gesztustól várta a császári korona és a pápa viszonyának rendeződését, már csak azért is, mert Henrik sereget akart küldeni Tankréd, szicíliai király ellen, aki a pápa támogatásával foglalhatta el a trónt. A Pápai Állam minden igyekezete ellenére Henriket nem lehetett eltéríteni akaratától, és serege élén Tankréd ellen vonult. A császár Rómától is segítséget várt, azonban a város lakói kikötötték, hogy csak akkor segítenek Henriknek, ha ráveszi Celesztint, hogy engedélyezze Róma bosszúját Tusculum város felett. Ugyan a pápának nem sok beleszólást engedett a császár, mégis az ő tudtával rohanták meg Tusculum városát, amelyet porig rombolt a dühös római nép, mert a város segített elbújtatni Róma ellenségeit. Celesztin soha nem tudta megbocsátani magának, hogy nem volt olyan erős, mint II. Ince pápa Tivolival kapcsolatban.

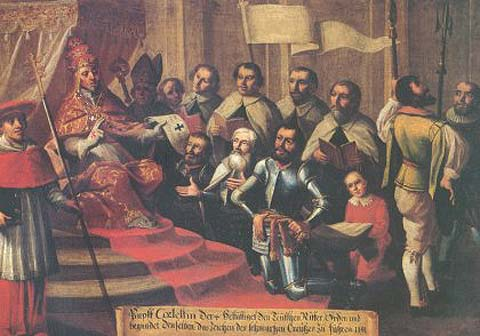
III. Celesztin megadományozza a Német Lovagrendet

Henrik a vérengzést követően Szicília ellen vonult, azonban Tankréd óriási vereséget mért az uralkodóra, és még Konstancia császárnét is foglyul ejtette. A Németországba menekülő császár kérte Celesztin befolyását felesége megmentéséért. A szicíliai uralkodó hallgatott a pápa szavára, és szabadon engedte a császárnőt. Azonban Henrik nem érzett hálát a pápa iránt, és birodalmában azonnal saját elképzelése szerint kezdte alakítani az egyházi méltóságokat, elnyomva az egyház hatalmát.
Celesztin többször is kiközösítéssel fenyegette meg a császárt, főként miután 1192-ben, V. Lipót osztrák herceggel elfogatta Oroszlánszívű Richárdot, Anglia királyát. A keresztes hadakozásaiból hazafelé tartó uralkodó szabadulásáért százezer fontot követelt. Celesztin 1193-ban végül kénytelen volt kiátkozni Lipót herceget és segítőit, majd megígérte, hogy ugyanez a sors vár a császárra is, ha nem engedi útjára Richárdot. Henrik végül engedett, de a pápa ellen bosszút fogadott. Erre 1194-ben megfelelő alkalom nyílt, ugyanis meghalt Tankréd, Szicília királya. A nyomába lépő gyenge uralkodó pedig nem volt képes feltartóztatni Henrik seregét. A pápa igyekezett diplomáciai eszközökkel megakadályozni, hogy Közép-Itália a császár két állama közé kerüljön, azonban ez nem sikerült. Sőt a császár elérte, hogy Celesztin elismerje őt Szicília urának, és 1194 karácsonyán Palermóban fejére tegye a királyi koronát.
Henrik ezek után birodalmának központját Szicíliába helyezte át, és minden erejével azon volt, hogy a pápa fennhatósága alá tartozó területekből minél nagyobb részt hajtson uralma alá. Celesztin és Henrik hadakozásának végül a császár váratlan halála vetett véget 1197 szeptemberében.
A Henrikkel szembeni konfliktus annyira lekötötte a pápa erejét, hogy Európa más részeivel addig nem is tudott foglalkozni. 1197 után azonban változott a helyzet. Immár kilencvenkettedik életévében hozzáfogott a házasság szentségének védelméhez. Sikerült rávennie IX. Alfonzot, Kasztília királyát, hogy felbontsa vérfertőző jegyességét egy portugál hercegnővel. Megromlott a kapcsolata Franciaországgal, miután érvénytelennek nyilvánította II. Fülöp Ágost király első házasságát. Gregorius de Sancto Apostolo bíboros személyében pápai legátust küldött Magyarországra, hogy 1192-ben I. Lászlót szentté avassák. Megerősítette pápai levelében az egri, a csanádi és a kalocsai érseki széket is. Az ő pontifikátusa alatt fejezte be Cencio Savelli a Liber censuumot, amely a pápaság javainak teljes jegyzéke volt. Celesztin álma egy elsöprő erejű keresztes hadjárat indítása volt, és ezért megerősítette a Német Lovagrend jogait.
Pontifikátusának utolsó hónapjaiban le akart mondani trónjáról és utódot jelölt Szent Péter trónusára, azonban a klérus ezt nem engedte. 1198. január 8-án halt meg és testét a Lateránban helyezték örök nyugalomra.

## Művei
- Documenta Catholica Omnia (latin nyelven). (Hozzáférés: 2011. december 6.)